# Sinoediceros homopalmatus
Sinoediceros homopalmatus is een vlokreeftensoort uit de familie van de Oedicerotidae. De wetenschappelijke naam van de soort is voor het eerst geldig gepubliceerd in 1955 door Shen.